# Cantón El Tambo
El Tambo es uno de los siete cantones de la Provincia de Cañar. Está situada en la Carretera Panamericana, a seis kilómetros del cantón Cañar, a una altitud de 2983 m s. n. m.,su nombre proviene del vocablo quichua “Tambu”, que significa “Lugar de Descanso o Posada”, sitio en el que el correo inca, viajeros y caminantes paraban al llegar el ocaso del día.  La población es mestiza e indígena.
A diez minutos de El Tambo se encuentran las ruinas incas de Ingapirca, que son las ruinas precolombinas más importantes del Ecuador,en este Cantón también se encuentra el Complejo Arqueológico de Coyoctor que es uno de los más importantes de la provincia.

## Historia
El Tambo como parroquia eclesiástica fue creada el 5 de junio de 1835, con el nombre de “San Juan de El Tambo”, como parte de Hatun Cañar, teniendo como límites: al norte la parroquia de Achupallas, provincia del Chimborazo; por el sur la Vicaría Foránea de Cañar; por el oriente la parroquia Taday; y por el occidente Suscal.
Después de la creación como parroquia eclesiástica, el 8 de septiembre de 1852, la Municipalidad de Cañar  creó la parroquia civil de El Tambo en esta época la superficie de El Tambo era de 410 kilómetros cuadrados y una población de 10.000 habitantes

## División política
El Tambo posee una parroquia urbana del mismo nombre y 13 comunidades rurales. La comunidad de Marcopamba es una de ellas; donde habitan los hombres y mujeres baluartes del cantón, de la misma forma coterráneos que han migrado a diferentes países. Igualmente, hay personas que han sido fundamentales para el empuje no solo de la comunidad sino también del país. Así, tenemos el caso de la familia Cazho; un gran agricultor, familia Quizhpi-Yupa; grandes trabajadores de las haciendas del sector y que provienen de la Comunidad vecina de Caguanapamba, familia Lata; grandes maestros albañiles reconocidos en el cantón y fuera de ella; son también servidores al Glorioso Ejército Ecuatoriano; entre ellos, sargento. Francisco Enrique Lata Yupa, Cabo Luis Alfredo Lata Espinoza, subteniente de reserva Oswaldo Lata Guamán, entre otros. Las demás comunidades también representa una historia muy embellecedor para nuestra población, siendo: Comunidad de Absul, Comunidad Jalupata, Comunidad Chuichun, Comunidad Molinohuayco, Comunidad Coyoctor, Comunidad Caguanapamba, Comunidad Romerillo, Comunidad Sarapamba, Comunidad Cachi, Comunidad Sunicorral, Comunidad Cuchucorral y Comunidad Pillcopata.

## Personajes célebres
- Alfonso María Ortiz antiguo político y mecenas de El Tambo, llevó la escuela de las Monjas Oblatas del Sagrado Corazón de Jesús
- La escritora y política de izquierda Nela Martínez fue oriunda de este cantón.